# Arianne
Arianne, nome artístico de Ariane de Souza Bertho (Rio de Janeiro, 6 de maio de 1989) é uma cantora brasileira de música cristã contemporânea.

## Biografia
Arianne fez sua primeira participação ao lado de Fernanda Brum, na canção "Jesus, Meu Primeiro Amor" no disco Profetizando às Nações. Tal participação fez com que a MK Music se interessasse pela artista. Por me Amar foi seu álbum de estreia, lançado em março de 2009, que mescla ritmos e diferentes expressões de adoração e até hoje a canção título é cantada por vocais nas igrejas em serviços e congressos pelo Brasil afora.
No ano seguinte, gravou e lançou no mês de novembro Tempo de Voltar e, mais tarde, foi indicada ao Troféu Promessas em 2011.
Em 2013, após três anos fora dos estúdios, Arianne lançou A Música da Minha Vida.
Em 2016, anunciou o lançamento do álbum Outono. O repertório da obra é composto por faixas autorais e músicas de Marcos Almeida, Lorena Chaves e Mahmundi. O single do disco foi a canção "Azul", escrita por Silas Erbe. A produção musical ficou a cargo de Sergio Cavalieri e a distribuição pela Onimusic. O projeto recebeu avaliações favoráveis da mídia especializada e chamou a atenção da gravadora Sony Music Brasil, com a qual Arianne assinou contrato em 2017 para o relançamento do projeto.[carece de fontes?]
Em 2018, Arianne gravou o projeto Como Cantavam Nossos Pais, no qual apresenta uma homenagem às músicas cristãs das décadas de 70 a 90.
Demonstrando uma constante evolução musical, em 2021, Arianne lançou o álbum Hoje. Composto por oito canções, o projeto combina letras profundas e arranjos contemporâneos, destacando a maturidade artística da cantora. Disponível nas plataformas digitais, o álbum reforça sua identidade artística e conecta-se profundamente com o público por meio de letras autênticas e sonoridades contemporâneas.
Ao longo de mais de uma década de carreira, Arianne já ultrapassou a marca de 100 mil cópias vendidas de seus álbuns, consolidando-se como uma das vozes mais representativas da música cristã no Brasil.

## Discografia
- 2009: Por me Amar
- 2010: Tempo de Voltar
- 2013: A Música da Minha Vida
- 2016: Outono
- 2018: Como Cantavam Nossos Pais
- 2021: Hoje